# Eucelatoria cinefacta
Eucelatoria cinefacta là một loài ruồi trong họ Tachinidae.